# Плеходанов, Алексей Дмитриевич
Алексей Дмитриевич Плеходанов (1909—1973) — советский военный деятель, участник Великой Отечественной войны, подполковник, командир 674-го стрелкового полка, участвовавшего во взятии Рейхстага.

## Биография
Плеходанов Алексей Дмитриевич родился в 1909 году в деревне Шагарово, Курская губерния, Российская Империя (ныне Курский район Курской области). Выходец из крестьянства, русский по национальности. Родился в многодетной семье. Некоторое время был председателем колхоза «Новый путь».
С 1931 года в рядах РККА, с 1932 года член ВКП(б). Окончил дивизионную партийную школу, в 1938 году — курсы лейтенантов, в 1939 году — курсы переподготовки политсовета. Принимал участие в Советско-финской войне (1939—1940), был награждён орденом Красной Звезды (01.05.1940 г.).
Участник первых боев Великой Отечественной войны. Будучи политруком стрелкового полка, принимал участие в боях с противником в окрестностях Бреста, на рубеже реки Ясельда, затем остатки подразделения с боями отходили в направлении Слонима и далее Бобруйска.
В 1943 году окончил высшие офицерские курсы «Выстрел».
Командовал 598-м стрелковым полком, 207-й стрелковой дивизии. Во время Псковско-Островской наступательной операции, полк под командованием Плеходанова успешно форсировал реки Алоля и Великая и освободил ряд населённых пунктов. За умелое руководство вверенными подразделениями, личную инициативу и мужество Плеходанов был награждён орденом Кутузова III степени (30.07.1944г).

Воины полка подполковника Плеходанова качают своего командира в День Победы, фотограф В. П. Гребнев.

В дальнейшем вверенные Плеходанову подразделения участвовали в боях по освобождению Калининской и Великолукской областей, Прибалтики, Белоруссии и Польши.
В конце войны Плеходанов командовал 674-м стрелковым полком 150-й стрелковой дивизии, принимавшей активное участие в Битве за Берлин и Штурме Рейхстага. 30 апреля 1945 года разведчики 674-го стрелкового полка Рахимжан Кошкарбаев и рядовой Григорий Булатов первыми водрузили красное знамя на фасаде здания рейхстага.
Генерал-майор Василий Митрофанович Шатилов, командир 150-й стрелковой дивизии 4 мая 1945 года подписал наградной лист на представление А. Д. Плеходанова к званию Герой Советского Союза. Генерал-майор Семён Никифорович Перевёрткин, командир 79-го стрелкового корпуса в наградном листе заверил своей подписью резолюцию. Однако, звание Герой Советского Союза присвоено не было, приказом 3-й ударной армии № 086-н от 13 мая 1945 г. А. Д. Плеходанову была утверждена награда — орден Красного Знамени.
В послевоенные годы полковник в отставке Алексей Дмитриевич Плеходанов жил в Бресте, вместе с женой Марией Степановной. Умер в 1973 году, похоронен на Гарнизонном кладбище Бреста. В мемориальном музее «Брестская крепость» находятся личные вещи, фронтовые документы и реликвии А. Д. Плеходанова.

## Награды
- два ордена Красного Знамени
- орден Кутузова III степени
- орден Отечественной войны I степени
- два ордена Красной Звезды
- медали
- Бронзовая звезда (США)